# Mesopsylla hebes
Mesopsylla hebes är en loppart som beskrevs av Jordan et Rothschild 1915. Mesopsylla hebes ingår i släktet Mesopsylla och familjen smågnagarloppor.

## Underarter
Arten delas in i följande underarter:
- M. h. hebes
- M. h. clara
- M. h. dampfi
- M. h. septentrionalis